# Московское общество бывших университетских воспитанников
Московское общество бывших университетских воспитанников (1879—1917) — благотворительное общество при Московском университете, основанное в 1879 году.

## История
Своей задачей общество провозгласило содействие «обеспечению материального благосостояния лиц, окончивших курс или получивших степень в Московском университете, а также их семей». В 1890-е годы общество насчитывало до 300 членов, среди которых были многие профессора и преподаватели Московского университета: Ф. И. Буслаев, Г. Е. Щуровский, А. И. Поспелов, Н. И. Стороженко и др. Действительными членами общества, пожелавшими содействовать воспитанникам Московского университета, состояли известные предприниматели-благотворители — С. М. Третьяков, Г. А. Крестовников, В. А. Морозова и др. Деятельность общества выражалась, главным образом, в назначении разного рода пособий наиболее нуждающимся членам общества и их семьям, а также в оказании возможной помощи в трудоустройстве окончившим университетский курс. Общество прекратило своё существование после 1917.
Московское общество бывших университетских воспитанников являлось обществом для вспомоществования (доставлением занятий или выдачей пособий) бывшим воспитанникам Московского университета.